# نابنط بابوياني
نابنط بابوياني (الاسم العلمي:Nepenthes papuana) هو نوع غير مؤكد من النباتات يتبع جنس النابنط من الفصيلة النابنطية. سمي هذا النوع نسبةً إلى بابوا غينيا الجديدة.